# Grupo acilo

Grupo geral acilo (azul) como ião acilo (no centro acima), como radical (acima à direita), numa cetona (acima à esquerda), num aldeído (abaixo à esquerda), éster (abaixo ao centro) ou numa amida (abaixo à direita). (R^{1}, R^{2}, R^{3} = substituintes orgânicos ou hidrogeno).

Em química inorgânica, um grupo acilo ou acila é um grupo derivado de um oxiácido, normalmente um ácido metanoico, por eliminação de ao menos um grupo hidroxila. Os derivados de um ácido carboxílico têm como fórmula general R-CO-.

## Nomenclatura
São nomeados a partir do nome do ácido carboxílico que os originou, trocando quando for preciso -oico e -ico por -oílo e -ilo, e -carboxílico por -carbonilo, como mostrado na tabela abaixo. As terminações metil, etil, propil, butil e demais em -ilo não são grupos acilo mas alquilo, um derivado dos alcanos.
| Nome do grupo acilo (R-CO-) | Nome do grupo acilo (R-CO-) | Nome do ácido carboxílico correspondente (R-CO-OH) | Nome do ácido carboxílico correspondente (R-CO-OH) |
| comum                       | sistemático                 | comum                                              | sistemática                                        |
| --------------------------- | --------------------------- | -------------------------------------------------- | -------------------------------------------------- |
| formilo                     | metanoílo                   | ácido fórmico                                      | ácido metanóico                                    |
| acetilo                     | etanoilo                    | ácido acético                                      | ácido etanóico                                     |
| propionílo                  | propanoílo                  | ácido propiônico                                   | ácido propanóico                                   |
| benzoílo                    | benzoílo                    | ácido benzóico                                     | ácido benzóico                                     |
| acrilo                      | propenilo                   | ácido acrílico                                     | ácido propenóico                                   |

Exemplos e suas fórmulas:
- benzoílo C6H5-CO-
- ciclohexanocarbonilo C6H11-CO-
- acetilo ou etanoílo CH3-CO-

## Espécies de acilos
Um grupo aciloxi possui o grupo acilo ligado ao oxigênio: R-C=O-O-R' onde R-C=O é o grupo acilo.
Íons acílio são cátions do tipo R-C+=O e atua com importante papel como intermediário em reações orgânicas.